# Melianthus pectinatus
Melianthus pectinatus är en tvåhjärtbladig växtart. Melianthus pectinatus ingår i släktet Melianthus och familjen Melianthaceae.

## Underarter
Arten delas in i följande underarter:
- M. p. gariepinus
- M. p. pectinatus